# 柳亨
柳亨（6世纪?—655年），蒲州解县人，唐朝官员。
西魏尚书左仆射柳庆之孙。父柳旦，隋朝太常少卿、新城县公。柳亨在隋末历任熊耳、王屋二县长，陷于李密瓦岗军。李密败柳亨归唐朝，为驾部郎中。唐高祖见他容貌魁伟，以殿中监窦诞和襄阳公主之女嫁给他，成了唐高祖之外孙女婿。为左卫中郎将，封寿陵县男。贬出为邛州刺史。後唐太宗加他散骑常侍，拜银青光禄大夫，行光禄少卿。太宗劝诫他：“与卿旧亲，情素兼宿，卿为人交游过多，今授此职，宜存简静。”柳亨不再射猎，杜绝宾客，约身节俭，勤于职事。太宗亦以此称之。
贞观二十三年（649年），以修太庙之功，加金紫光禄大夫拜太常卿。从唐高宗至幸万年宫，检校岐州刺史。永徽六年去世，赠礼部尚书、幽州都督，谥号敬。

## 延伸阅读
[在维基数据编辑]
 《舊唐書/卷77》，出自刘昫《舊唐書》